# Alviina Alametsä

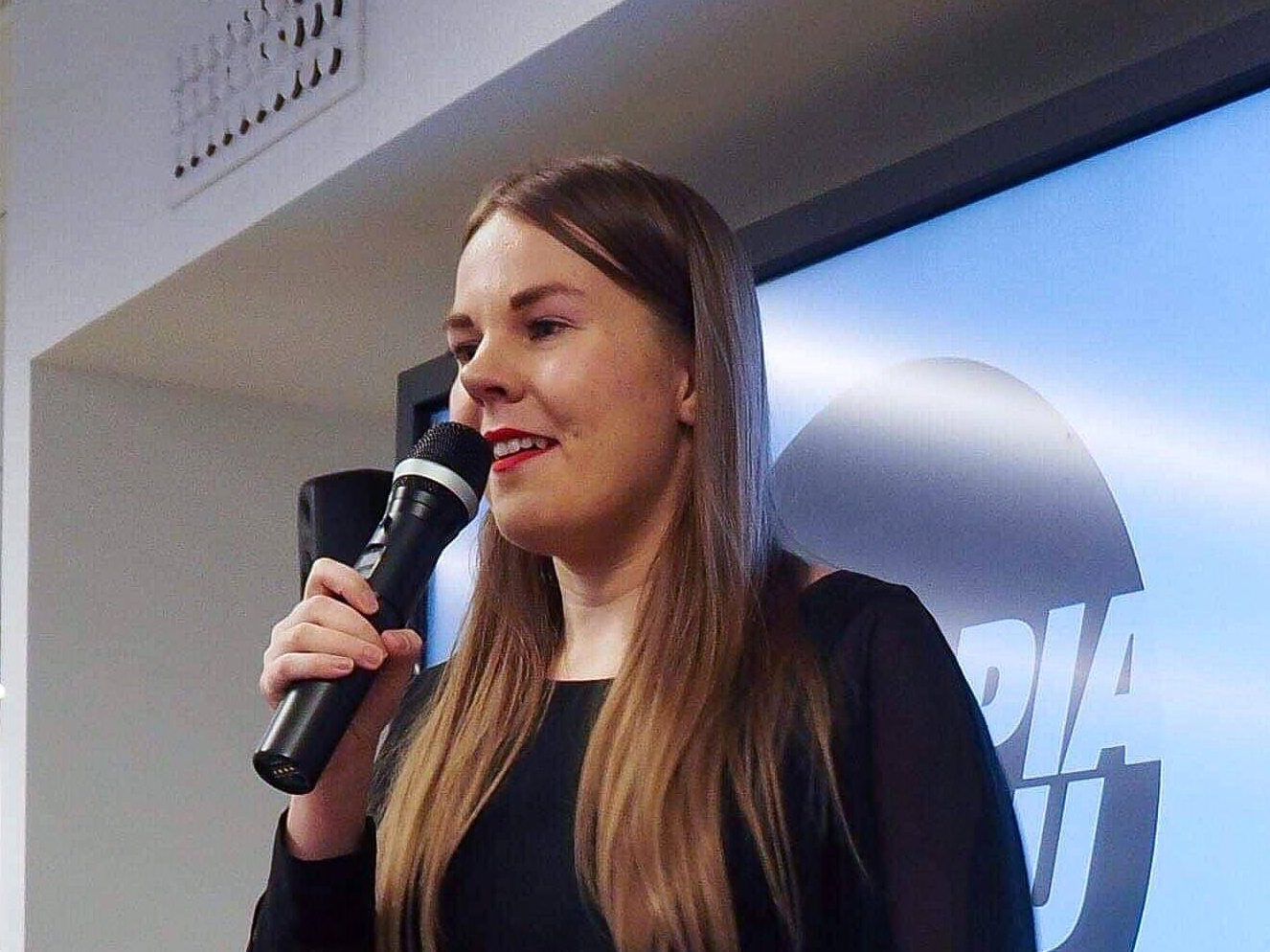
Alviina Alametsä em 2019.

Alviina Alametsä (nascida em 29 de setembro de 1992) é uma política finlandesa da Aliança dos Verde que é membro do Parlamento Europeu desde 2020.
Antes de entrar na política europeia, Alametsä foi vereadora de Helsínquia e preside o seu comité de igualdade. Ela trabalha como líder de projeto na organização de saúde mental Mielenterveyspooli.

## Carreira política
Como candidata pelos Verde, Alametsä foi eleita para o conselho municipal de Helsínquia em 2017, após uma tentativa malsucedida em 2012. Ela concorreu sem sucesso ao parlamento duas vezes em 2015 e 2019. Durante esse tempo, Alametsä fez campanha por uma lei que melhorasse os problemas de saúde mental.
Mais tarde, em 2019, Alametsä recebeu votos suficientes para se tornar o membro alternativo para a Finlândia no Parlamento Europeu - o que significa que ela só se tornou MEP depois de um assento adicional ter sido entregue para a Finlândia devido ao Brexit.
Desde que assumiu o seu assento no parlamento, Alametsä tem servido na Comissão dos Assuntos Externos. Para além das suas atribuições nas comissões, faz parte da delegação do parlamento à Assembleia Parlamentar Paritária ACP-UE.